# デューディリジェンス
- デューディリジェンス
- デューデリジェンス
- デュー・ディリジェンス
- デュー・デリジェンス

デューディリジェンス（Due diligence）とは、企業などに要求される当然に実施すべき注意義務および努力のことである。

## 例
企業の社会的責任における人権配慮の責務企業の社会的責任を定めたISO 26000および JIS Z 26000 では、企業が人権侵害を行わないようにするための義務として、また人権侵害に加担しないように定めたような注意義務のことをデューディリジェンスと呼んでおり、これを規格として企業などに要求している。
企業買収などにおける当然の調査義務投資やM&Aなどの取引に際して行われる、対象企業や不動産・金融商品などの資産の調査活動のことをデューディリジェンスという。

## 概要
「デューデリジェンス」とも発音・表記される。口頭で「デューディリ」「デューデリ」、文章では「DD」と略すこともある。
法務、財務、ビジネス、人事、環境といったさまざまな観点から調査する。不動産に対しては、土地建物の状況を把握する不動産状況調査、権利関係を把握する法的調査に加えてマーケティングを把握する経済調査を行い、対象敷地の鑑定評価の前提条件とする。
合併や経営統合などに伴う、契約締結前に行われたデューディリジェンスの結果は、契約内容に反映され、発見した問題点に応じて価格を決め、また、表明・保証対象とするなどの対応をする。

## 事業運営と企業財務
デューデリジェンスは、その目的によってさまざまな形をとる：
1. 通常、買い手による合併、買収、民営化、または類似の企業金融取引の対象候補の調査。
2. 将来の重大な問題を解決するための合理的な調査。
3. どのように購入するのか、どのように購入するのか、いくら支払うのか。
4. プロセスや方針に関する現行慣行の調査。
5. 株主価値の測定と分析の原則に基づいて買収の意思決定を行おうとする研究。

デューデリジェンス・プロセスにおいて、バリュエーションの概念（株主価値分析）を考慮することが極めて重要である。これは、失敗するM&Aを減らすために必要なことである。
関連分野には、企業の財務、法務、労務、税務、IT、環境、市場／商業状況などが含まれる。その他の分野には、知的財産、不動産および動産、保険および賠償責任補償、債務証書分析、従業員福利厚生（医療費負担適正化法に基づくものを含む）、労働、移民および国際取引が含まれる。デューデリジェンスで見るべき領域は拡大し続けており、サイバーセキュリティは企業買収者にとって懸念事項となっている。リスクは "注意義務 "を決定する上で重要な要素である。規制はサイバーセキュリティ・プログラムに「合理的なセキュリティ」を要求しており、訴訟担当者は「十分な注意」が払われたかどうかを検証している。デューデリジェンスの結果は、購入価格、取引契約に規定された表明保証、売り手から提供される補償など、取引の様々な側面に影響を与える。